# Karađorđe Petrović
Đorđe Petrović più conosciuto come Karađorđe, Карађорђе Петровић (Viševac, 3 novembre 1762 – Radovanje, 26 luglio 1817) è stato un militare serbo.
Capo della rivolta serba contro i Turchi, fu il capostipite della dinastia dei Karađorđević (Карађорђевић). Lo pseudonimo Karađorđe fu creato dai Turchi che lo chiamavano "Kara Yorgi", Giorgio il Nero.

## Biografia
Nato da Petar e Marica Živković e cresciuto nel villaggio di Viševac, quando la Serbia era parte dell'Impero ottomano, lavorò come vaccaro. Nel 1785 si sposò con Jelena Jovanović, e con lei fuggì nel 1787 nella regione della Sirmia (in serbo Срем, Srem), che apparteneva alla Monarchia Asburgica, dopo aver ucciso un turco: lì andò a vivere e lavorò nel Monastero ortodosso di Krušedol (Крушедол).
Si arruolò nei Corpi volontari della guerra austro-turca del 1787-1791 e combatté valorosamente al fianco del Capitano Radič Petrović. Dopo la guerra, tornò in Serbia e si stabilì a Topola, dove visse allevando e vendendo bestiame.
Alla fine della guerra, il Sultano Solimano III aveva accordato ai serbi una maggiore autonomia, ma le ribellioni non si arrestarono del tutto, quindi nel 1799 ordinò il ritorno dei Giannizzeri a Belgrado. Costoro cominciarono ad agire in maniera sempre più indipendente dal potere politico: nel 1801 uccisero il Pascià e inasprirono le imposte alla popolazione. Il popolo, ormai al limite, si ribellò e il 4 febbraio 1804 i giannizzeri ordinarono l'arresto e l'uccisione di 70 notabili, episodio ricordato come il "Massacro dei Prìncipi" (Сеча кнезова - Seča knezova) e che diede origine alla prima rivolta serba contro i turchi (1804-1813). Anche Karađorđe fu iscritto nella lista dei condannati, ma riuscì a sfuggire all'arresto rifugiandosi in un bosco.
Il 4 febbraio 1804 i notabili superstiti si riunirono nel villaggio di Orašac, nella provincia di Šumadija, e Karađorđe fu nominato comandante in capo dell'insurrezione: sotto il suo comando, il caravanserraglio di Orašac fu incendiato e la popolazione turca massacrata. La prima grande battaglia tra serbi e turchi ebbe luogo a Ivankovac nel 1805: i turchi, battuti da Karađorđe, furono costretti a ripiegare verso Niš. L'8 gennaio 1806 giunse in una Belgrado già sottoposta ad un assedio di due anni e la espugnò. Nello stesso anno sbaragliò l'esercito ottomano nella battaglia di Mišar. Si autoproclamò Principe di Serbia e nel 1807 si alleò con lo zar Alessandro I, che lo nominò generale dell'esercito russo. Nel 1808 l'assemblea del Popolo lo nominò Signore ereditario di Serbia.

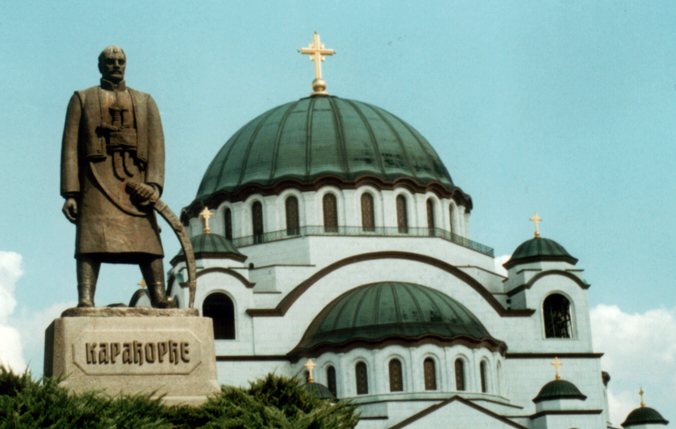
Monumento a Karađorđe - Karađorđev Park, Belgrado

Le campagne napoleoniche, però, stavano impegnando lo zar in maniera massiccia, tanto che Alessandro I preferì abbandonare la guerra contro gli ottomani per dedicarsi esclusivamente alla difesa della Russia dalla Francia: siglò così, nel 1812, il Trattato di Bucarest, che impegnava l'Impero ottomano a riconoscere l'autonomia della Serbia. Nel 1813, però, i Turchi attaccarono nuovamente i territori della Serbia. Karađorđe fu costretto a fuggire di nuovo in Sirmia; fu arrestato e condotto in Bessarabia (attuale Moldavia), dove venne in contatto con alcuni esponenti della Filikí Etería, una società segreta greca che si prefiggeva il compito di liberare tutti i popoli cristiani dei Balcani dal giogo turco.
In Serbia gli ottomani continuavano la loro politica di repressione e cercavano di soffocare tutte le ribellioni popolari, anche con arresti e condanne a morte dei capi rivoltosi. Per questo, il 23 aprile 1815 iniziò la seconda rivolta serba, guidata da Miloš Obrenović, che aveva combattuto a fianco di Karađorđe nel 1804. La rivolta fu vittoriosa e il Sultano Mahmud II riconobbe Obrenović principe di Serbia, dandogli lo stesso titolo che ricopriva Karađorđe.
Con l'aiuto dell'Eteria, Karađorđe rientrò in Serbia con un finto passaporto il 28 giugno del 1817. Il 26 luglio fu ucciso con un'ascia, nella sua tenda, da un suo familiare corrotto dai turchi.
Karađorđe aveva la fama di capo integerrimo e crudele. Si crede che abbia condannato a morte il padre e un fratello perché collaboravano con lo spionaggio nemico. Suo figlio Aleksandar fu dichiarato Principe della Serbia dal Parlamento nel 1842, dopo la deposizione del suo predecessore Mihailo I Obrenović. Dopo l'assassinio di Karađorđe, infatti, sorse una lunga disputa tra la sua discendenza e la famiglia Obrenović per il trono serbo.